# Anne Plichota et Cendrine Wolf
Pour les articles homonymes, voir Wolf.
Œuvres principales
- Série Oksa Pollock
- Série Susan Hopper

Anne Plichota, née le 7 mai 1968 à Dijon, et Cendrine Wolf, née le 16 mars 1969 à Colmar, sont deux écrivaines françaises spécialisées dans la littérature jeunesse. Elles sont notamment connues pour leur série Oksa Pollock,.

## Biographies

### Anne Plichota
Après des études de langue et culture chinoises, elle a séjourné quelque temps en Corée et travaillé en Chine.
Elle a eu plusieurs métiers : chargée de mission en Chine, professeur de chinois, aide-soignante, écrivain public, bibliothécaire.

### Cendrine Wolf
Cendrine Wolf est née le 16 mars 1969 à Colmar et a grandi dans des quartiers dits « difficiles ». Elle vit à Strasbourg.

### Parcours commun
Anne Plichota et Cendrine Wolf écrivent toutes deux en tandem.
Après Oksa Pollock qui a connu un grand succès (750 000 ouvrages vendus en France, traduction en 27 langues), elles sont également auteurs de la trilogie Tugdual (2014-2015), des diptyques Susan Hopper, Les 5/5, Homer Pym, Le Rêve d'un autre monde et du roman Les Cœurs aimants.
Deux romans de la série Oksa Pollock ont fait l'objet d'une adaptation en bande dessinée (avec la participation de Éric Corbeyran et dessins de Nauriel) : L'Inespérée (2013), L'Ennemi (2016).
En 2020, un projet d'adaptation en série TV est annoncé.

## Œuvre

### Romans

#### SérieOksa Pollock
1. L'Inespérée, XO, 2010  (ISBN 978-2-84563-460-2)
2. La Forêt des égarés, XO, 2011  (ISBN 978-2-84563-462-6)
3. Le Cœur des deux mondes, XO, 2011  (ISBN 978-2-84563-463-3)
4. Les Liens maudits, XO, 2012  (ISBN 978-2-84563-507-4)
5. Le Règne des félons, XO, 2012  (ISBN 978-2-84563-508-1)
6. La Dernière Étoile, XO, 2013  (ISBN 978-2-84563-643-9)
7. L'Espoir des lendemains, XO, 2019  (ISBN 978-2-37448-169-2)
8. L'Ultime Espérance, XO, 2025  (ISBN 978-2-37448-820-2)

- Oksa Pollock - L'Intégrale 1, XO, 2019  (ISBN 978-2-37448-171-5)Contient les tomes 1 à 3
- Oksa Pollock - L'Intégrale 2, XO, 2019  (ISBN 978-2-37448-173-9)Contient les tomes 4 à 6

#### SérieTugdual
1. Les Cœurs noirs, XO, 2014  (ISBN 978-2-84563-691-0)
2. Les Serviteurs de l'ordre, XO, 2015  (ISBN 978-2-84563-695-8)
3. La Terre des origines, XO, 2015  (ISBN 978-2-84563-696-5)

#### SérieSusan Hopper
1. Le Parfum perdu, XO, 2013  (ISBN 978-2-84563-560-9)
2. Les Forces fantômes, XO, 2016  (ISBN 978-2-84563-561-6)

#### SérieLes 5/5
1. En équilibre, XO, 2017  (ISBN 978-2-84563-959-1)
2. Turbulences, XO, 2018  (ISBN 978-2-84563-960-7)

#### SérieHomer Pym
1. Homer Pym et le Garçon du film, Hachette, 2019  (ISBN 978-2-01-627029-5)Réédition sous le titre Les Mondes inversés, Hachette, 2020 (ISBN 978-2-01-711433-8)
2. Le Prisonnier d'Ithak, Hachette, 2020  (ISBN 978-2-01-711450-5)

#### SérieLe Rêve d'un autre monde
1. La Tour de l'espoir, XO, 2021  (ISBN 978-2-37448-224-8)
2. Aux portes du Paradis, XO, 2021  (ISBN 978-2-37448-226-2)

#### Romans indépendants
- Les Petites Histoires de Dragomira, XO, 2014  (ISBN 978-2-84563-760-3)
- Les Cœurs aimants, XO, 2018  (ISBN 978-2-37448-068-8)
- La Démesure du Désir, écrit sous le pseudo Octavia Polk, XO, 2022  (ISBN 978-2-37448-491-4)

### Bandes dessinées

#### SérieOksa Pollock
Avec la participation de Éric Corbeyran et les dessins de Nauriel.
1. L'Inespérée, XO, 2013  (ISBN 978-2-84563-662-0)
2. L'Ennemi, XO, 2016  (ISBN 978-2-344-00462-3)

## Distinctions
En 2012, Anne Plichota et Cendrine Wolf ont reçu le prix ados rennais. Le prix étoile du Parisien du meilleur roman jeunesse pour Susan Hopper leur est remis en 2013. Elles obtiennent le prix Ados 2019 de la médiathèque de Pornichet pour Les 5/5, le prix du roman Young Adult 2019 du journal La Provence, ainsi que le Prix du livre jeunesse engagé pour la planète au Festival de Mouans-Sartoux en 2021 pour le diptyque Le rêve d'un autre monde.